# Sammy Cowell
Daloncha Puwijarn Cowell (tiếng Thái Lan: ดลลชา ภูวิจารย์ เคาวเวลล์), cũng được biết đến là Sammy Punthita Cowell, là một diễn viên Thái-Anh hoạt động tại Thái Lan. Cô sinh ở Bangkok, Thái Lan ngày 8 tháng 10 năm 1991, Samuel Cowell có cha là người Anh và mẹ người Thái Lan. Cowell hiện đang học nghệ thuật giao tiếp tại Đại học Ramkhamhaeng.

## Tiểu sử
Cowell bắt đầu sự nghiệp của mình là một người mẫu quảng cáo mỹ phẩm và sau đó tham gia vào cuộc thi Siêu mẫu Thái 2007, cô đã chiến thắng. Cowell sau đó ký kết hợp đồng với Kênh 7 của Thái Lan. Cô bắt đầu với một vai trò hỗ trợ cho một bộ phim thời gian đầu và một số vai chính cho bộ phim truyền hình buổi tối. Cô là một trong những nữ diễn viên chính cho Kênh 7 đến cuối năm 2020.

## Các bộ phim đã từng tham gia

### Phim truyền hình
| Năm       | Phim                                                                                   | Vai                                                | Đóng với                           | Đài   |
| --------- | -------------------------------------------------------------------------------------- | -------------------------------------------------- | ---------------------------------- | ----- |
| 2008-2015 | KuKik Prik Gub Gleur (sitcom)                                                          | Tonaor                                             | Nattawat Plengsiriwat              | CH7   |
| 2008      | Suparb Burut Satan Người đàn ông của quỷ                                               | Deunmesa                                           |                                    | CH7   |
| 2008      | Plikh Fah Lah Tawan                                                                    | Sailom                                             | Rangsit Sirananon                  | CH7   |
| 2009      | Pob Pee Fah                                                                            | Palin / Princess Mankaew                           | Thana Suttikamul                   | CH7   |
| 2009      | Nang Greed                                                                             | Yositha                                            | Tawin Yavapolkul                   | CH7   |
| 2010      | Tawan Yor Saeng Ánh hoàng hôn rực rỡ                                                   | Prommit                                            |                                    | CH7   |
| 2010      | Sawan Saang Thiên đường tuổi trẻ                                                       | Dararai (Dao)                                      |                                    | CH7   |
| 2011      | Bundai Dok Ruk Nấc thang danh vọng                                                     | Meekrob                                            | Akkaphan Namart                    | CH7   |
| 2011      | Lui                                                                                    | Nott                                               | Poolaphat Attapanyapol             | CH7   |
| 2012      | Chun Ruk Tur Na Em yêu anh                                                             | Praewpailin                                        |                                    | CH7   |
| 2012      | Nang Baeb Koke Gradone                                                                 | E-lanoi / Laura                                    | Sith Thantipisitkul                | CH7   |
| 2012      | Doot Tawan Dang Pupah                                                                  | Nan Pat / Pat Ricci                                | Poolaphat Attapanyapol             | CH7   |
| 2013      | Ruk Roy Lan Tình yêu triệu phú                                                         | Fahsai                                             | Anuwat Choocherdratana             | CH7   |
| 2013      | Fai Huan Ngọn lửa băng giá                                                             | Bubpah                                             | Panu Suwanno                       | CH7   |
| 2013      | Fah Jarod Sai Chuyện tình sa mạc                                                       | Công chúa Chalita                                  |                                    | CH7   |
| 2013      | Bodyguard Sao Nữ vệ sĩ                                                                 | Praoploy Punnari                                   | Kantapong Bamrongrak               | CH7   |
| 2014      | Pleng Ruk Pa Bpeun Taek Tình yêu dĩ vãng                                               | Wanlapa                                            | Saran Sirilak                      | CH7   |
| 2015      | Lueam Salab Lai Sự chuyến mình hoa lệ                                                  | Palai                                              | Wongsakorn Poramathakorn           | CH7   |
| 2016      | Fire Series: Fai Ruk Game Rohn Lửa cháy tình nồng                                      | Piraya (Pin)                                       | Thanwa Suriyajak                   | CH7   |
| 2016      | Fire Series: Talay Fai Biển lửa                                                        | Piraya (Pin)                                       | Thanwa Suriyajak                   | CH7   |
| 2017      | Paragit Ruk Series: Ratchawanee Tee Ruk Chàng hải quân đáng yêu                        | Praewpun (Series Sứ mệnh tình yêu)                 | Akkaphan Namart                    | CH7   |
| 2017      | Paragit Ruk Series: Yeut Fah Ha Pigat Ruk Chiếm lĩnh bầu trời kiếm tìm tọa độ tình yêu | Praewpun (Series Sứ mệnh tình yêu)                 | Akkaphan Namart                    | CH7   |
| 2018      | Wilok Lhong Lom Cánh chim lạc bầy                                                      | Phumwari Phanpirhom (Pung) / Nuan Nueathong (Nuan) | Rattapong Tanapat                  | CH7   |
| 2018      | Sanaeha Maya Ảo vọng xa vời                                                            | Plengpin                                           | Rattapong Tanapat                  | CH7   |
| 2019      | Lhong Ngao Jun Lạc dưới bóng trăng                                                     | Pimchanok Suwannawade                              | Thanwa Suriyajak                   | CH7   |
| 2019      | Suparp Burud Chao Din Đứa con của đất                                                  | Pakawadee Worakitpaisan / Tuk                      | Saran Sirilak                      | CH7   |
| 2021      | Talay Luang Biển tình dậy sóng                                                         | Moya                                               | Mick Tongraya                      | CH7   |
| 2021      | Plerng Prissana Lạc giữa tình thù                                                      | Rinlada (Rin)                                      | Akkaphan Namart                    | CH7   |
| 2021      | Club Friday The Series - Love Season Celebration: Unhappy Birthday Sinh nhật bất hạnh  | Meen                                               | Puttichai Kasetsin & Saran Sirilak | OneHD |
|           | Sai Roong                                                                              | Maythinee                                          | Nawat Kulrattanarak                | OneHD |

### Online drama
| Năm  | Tiêu đề              | Vai    |
| ---- | -------------------- | ------ |
| 2012 | Love Me Love My Food | Cherry |

### Phim điện ảnh
| Năm  | Phim                                | Vai                    | Đóng với                                   |
| ---- | ----------------------------------- | ---------------------- | ------------------------------------------ |
| 2017 | Love Rain Oan hồn trong mưa         | Som                    | Kumkrit Piyaphun                           |
| 2020 | My God!!! Father Đừng gọi anh là bố | Pranee Cheewakul (Bew) | Thanawat Wattanaputi & Chantavit Dhanasevi |
| 2021 | Dark World                          | Feer                   | Yuthana Puengklarng                        |

### Ost
| Năm  | Bài hát                                                              | vai                     |
| ---- | -------------------------------------------------------------------- | ----------------------- |
| 2013 | Pleng Ruk Roy Lahn (100 Million Love Songs)                          | Ruk Roy Laan            |
| 2014 | Rao Ruk Gun Reu Kae Fun Bpai (Are We in Love Or am I Just Dreaming?) | Pleng Ruk Pa Bpeun Taek |
| 2014 | Khon Dung Leum Lang Khwai (Luminary Forget Buffaloback)              | Pleng Ruk Pa Bpeun Taek |

### MV
- ครั้งหนึ่งในชีวิต / Krung Neung Nai Cheewit (Once In A Life Time) - Sukollawat Kanarot ft Zom Marie (2020)

## Giải thưởng
| Năm  | Giải thưởng                | Kết quả  |
| ---- | -------------------------- | -------- |
| 2007 | Cuộc thi siêu mẫu Thái Lan | đã thắng |
| 2013 | Star light 2013            | đã thắng |
| 2014 | Star light 2014            | đã thắng |